# Wiernowo
Wiernowo [pronunciación en polaco: /vjɛrˈnɔvɔ/] (en alemán: Königstreue) es un pueblo ubicado en el distrito administrativo de Gmina Wyrzysk, dentro del Distrito de Piła, Voivodato de Gran Polonia, en el oeste de Polonia central. Se encuentra aproximadamente a 2 kilómetros al sur de Wyrzysk, a 36 kilómetros al este de Piła, y a 86 kilómetros al norte de la capital regional Poznań.